# Andrew Tate

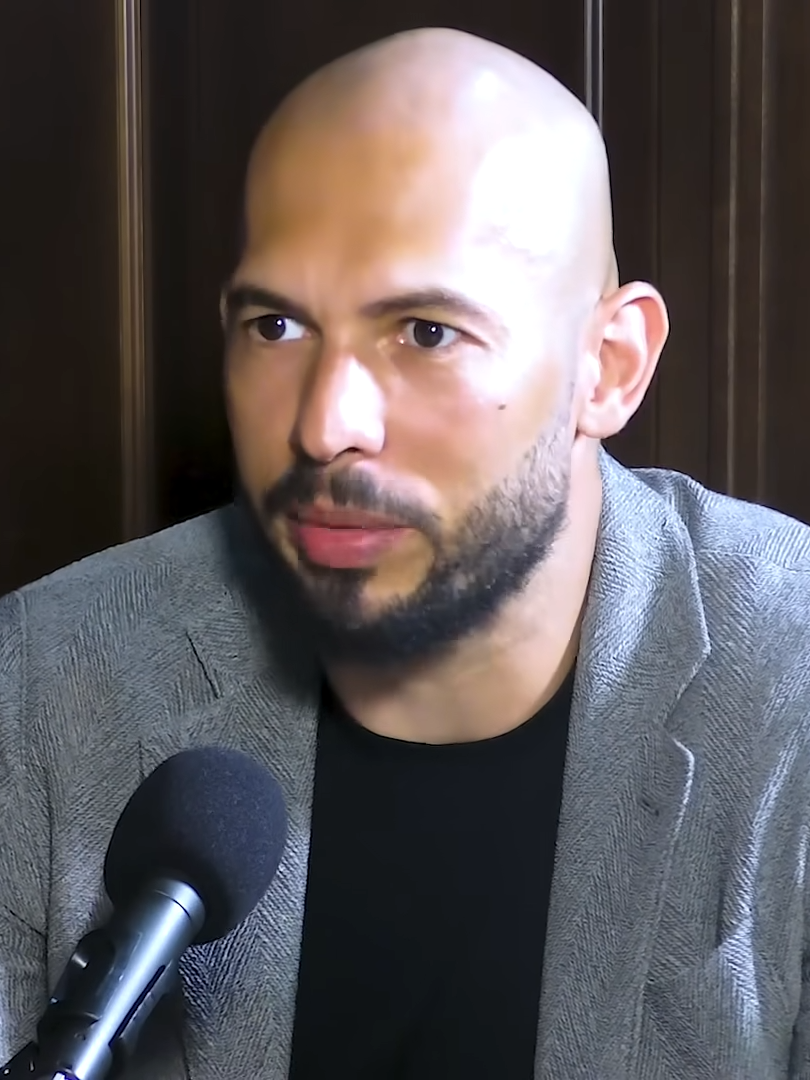
Andrew Tate (2023)

Emory Andrew Tate III (* 1. Dezember 1986 in Washington, D.C.) ist ein US-amerikanisch-britischer Unternehmer und ehemaliger Kickboxer, der vor allem als Influencer durch soziale Medien Bekanntheit erlangte. Seine chauvinistischen und frauenfeindlichen Äußerungen führten wiederholt zu Kontroversen.

## Leben
Tate wurde in den USA als Sohn des Schachspielers Emory Tate geboren. Sein Vater ist Afroamerikaner, seine Mutter stammt aus dem Vereinigten Königreich.
Tate ist Staatsbürger beider Länder und seit Dezember 2022 auch des Inselstaates Vanuatu. Er verbrachte den größten Teil seiner Kindheit im englischen Luton.
Sein Bruder ist Tristan Tate.
Als Kickboxer gewann Tate 2011 seinen ersten internationalen Titel und war 2013 Champion in zwei Gewichtsklassen, was als Höhepunkt seiner Karriere gilt.
Im Juni 2016 nahm er für fünf Tage an der Reality-Show Big Brother teil, wurde aber aus der Show entfernt, nachdem ein Video aufgetaucht war, in dem er offenbar eine Frau attackiert. Dies trug wesentlich zu seiner Entwicklung zu einer „Internetberühmtheit“ bei.
Tate zog 2016 nach Rumänien und baute eine Reihe von Casinos auf. Tates Vermögen wurde 2022 auf 20 bis 30 Millionen US-Dollar geschätzt.
Tate pflegt enge Kontakte zu dem islamfeindlichen Tommy Robinson, trat öffentlich mit dem Brexit-Campaigner Nigel Farage auf und war regelmäßig zu Gast beim rechtsextremen US-Verschwörungstheoretiker Alex Jones.
Im Oktober 2022 veröffentlichte die Plattform One Islam TV ein Video, in dem Tate erklärt, dass er nun zum Islam konvertiert sei. Der Islam spiegele wider, was ohnehin seine persönliche Einstellung sei. Am 7. Januar 2025 gab Tate die Gründung einer eigenen Partei Britain Restoring Underlying Values (BRUV) bekannt.

## Wirken in sozialen Medien
Tate erlangte Bekanntheit insbesondere auf der Internet-Plattform TikTok, auf der sein Name über elf Milliarden Aufrufe für Kurzvideos generierte. Auf Twitter bzw. „X“ hat er nach Betreiberangaben mehr als neun Millionen Follower, außerdem war er auf YouTube, Twitch und Instagram aktiv. Wegen seiner frauenverachtenden Aussagen wurde er 2022 auf diesen Plattformen gesperrt, auf Twitter nach der Übernahme durch Elon Musk Ende 2022 allerdings wieder freigeschaltet. Nachdem Tate auf den klassischen sozialen Medien gesperrt worden war, schloss er kommerzielle Verträge mit den rechtsgerichteten Alternativplattformen Gettr und Rumble, um dort seine Inhalte exklusiv zu veröffentlichen. Letztere wird vom rechtslibertären Investor Peter Thiel unterstützt. Tate gehörte 2022 zu den auf Google weltweit am häufigsten gesuchten Personen.
In seinen Beiträgen behauptete er, Frauen seien Eigentum des Mannes, könnten nicht richtig Auto fahren und ohne Anleitung eines Mannes nicht erfolgreich sein. Zudem befürwortet er Gewalt in einer Beziehung, um Frauen zu kontrollieren. Im Oktober 2017 kommentierte Tate zur MeToo-Bewegung, dass Vergewaltigungsopfer eine Mitverantwortung trügen. Diese Ansicht wiederholte er später mehrmals. Seine Zielgruppe wird unter anderem der Manosphere zugerechnet, und seinen Beiträgen wird Einfluss bei der Verbreitung frauenfeindlicher Einstellungen unter Jugendlichen zugeschrieben. Die britische Kinderrechtsorganisation NSPCC befand, dass Kinder durch den Konsum von Tates Beiträgen ihre Einstellung stark verändern könnten, „was etwa in mehr Gewalt gegen Frauen und Mädchen münden kann, sowohl im realen Leben als auch online“. Daneben verbreitet er LGBTQ-feindliche Ansichten, rassistische Verschwörungsmythen wie vom Großen Austausch und bezeichnete psychische Krankheiten wie Depressionen als „nicht real“. Auch zeigt er sich in sozialen Medien oft mit Luxusartikeln und inszeniert sich als Playboy. 2024 trat er auf dem Beach. Please!, einem der größten rumänischen Musikfestivals auf Einladung des US-amerikanischen Rappers French Montana auf und ließ sich bejubeln.

## Online-Coaching
Über die Plattform „The Real World“ (früher „Hustlers University“) bietet Tate kostenpflichtige Kurse an, bei denen er den Teilnehmern vermitteln will, an „Geld, Reichtum, Glück, schnelle Autos und schöne, unterwürfige Frauen“ zu gelangen.
Dabei nennt er sich selbst als Vorbild. Die Kurse sind wie Discord-Server organisiert. In jenen Kursen werden verschiedene „Skills“ gelehrt, unter anderem Copywriting, Freelancing sowie E-Commerce, und es wurden Teilnehmern etwa Investments in Kryptowährungen, diverse Handelsgeschäfte und bis August 2022 auch ein Multi-Level-Marketing-Programm nahegelegt. Bei Letzterem erhielten Teilnehmer Prämien für das Anwerben neuer Kunden. Das System wurde jedoch als Schneeballsystem kritisiert, da das Anwerben neuer Kunden für viele Absolventen die Haupteinnahmequelle darstellte. Über positive Bewertungen in sozialen Medien und hochgeladene Videoausschnitte über Tate versuchten Absolventen, entsprechende Affiliate-Links zu verbreiten, was Tates Reichweite weiter steigerte. Absolventen wurde dabei empfohlen, zur Steigerung ihrer Bekanntheit möglichst viele Kontroversen auszulösen und „eine Mischung aus 60–70 % Fans und 40–30 % Hatern“ zu erhalten.
Nach eigenen Angaben sollen sich über 100.000 Mitglieder für das Coaching registriert haben, teilweise auch Minderjährige.
Das Coaching fordert von den Teilnehmern harte Arbeit, ein strenges Leben und auch Kleidung und Ernährung werden vorgeschrieben. Dazu gehören Enthaltsamkeit bei Schokolade, Alkohol und Drogen, Tate verbiete zudem Fernsehen, Social Media und Videospiele. Der Tages-Anzeiger schrieb, in Tates Lehre gälten Social Media „zwar als Zeitverschwendung. Dennoch funktioniert seine Online-Universität genau gleich wie die Plattformen.“

## Einordnung
Tates chauvinistische und frauenfeindliche Äußerungen führten wiederholt zu Kontroversen.
Der Männlichkeitsforscher Luc Cousineau sieht Tates Verhalten als einen Weg, wie Männer in neoliberal-kapitalistischen Kulturen ihren Selbstwert definieren, unter anderem durch Macht über andere, im Fall von Tate Macht über Frauen. Seine antifeministische Rhetorik ordnet er außerdem in die „latent vorhandene gewalttätige Frauenfeindlichkeit“ ein, „die den meisten traditionellen patriarchalischen Gesellschaftsstrukturen zugrunde liegt“. Die gleichen Umstände seien schon für den Erfolg ähnlicher Personen verantwortlich gewesen, wie etwa Roosh V, der vor allem durch seine umstrittenen Pick-up-Artist-Kurse bekannt wurde.
Auch Julia Ebner bewertet Tate als nur die Spitze des Eisbergs an frauenfeindlichen und sexistischen Influencern, die durch soziale Medien bekannt wurden. Influencer wie Tate würden sich als eine Art Gegenkultur und „Rebellion“ zum liberalen Mainstream präsentieren und eine Leerstelle der jüngeren Generation ausfüllen, die zunehmend mit Frustration, Angst und Einsamkeit konfrontiert sei.
Zu den Umständen, wieso sich so viele junge Männer für die Kurse von Tate einschreiben, wurde die wirtschaftlich prekäre Situation vieler junger Menschen durch sinkende Löhne und die „Demontage des Wohlfahrtsstaates“ infolge der neoliberalen Politik der letzten 40 Jahre genannt. Ein weiterer Aspekt sei eine Ablenkung von Einsamkeit. Auf der Plattform TikTok werden auch die Verschwörungserzählungen Tates weiterverbreitet, darunter Falschinformationen zur COVID-19-Pandemie sowie LGBTQ- und frauenfeindliche Ansichten.

### Rechtsextremismus
Auf Twitter/„X“ äußerte Tate seit 2024 Aussagen, die in das rechtsextremistische politische Spektrum oder als Verschwörungstheorien  einzuordnen sind.
Tate behauptete 2024, die in westlicher Politik und in der Geschichtswissenschaft vertretene Deutung des Zweiten Weltkriegs bezüglich der Schuldfrage sei Produkt Psychologischer Kriegsführung („psyop“) zur Diffamierung des Nationalsozialismus als Täuschung der Öffentlichkeit und Teil ein und derselben staatlichen Verschwörung, die auch bezüglich, des Korea-, Vietnam-, Irak-Krieges und des Israelisch-palästinensischen Konflikts die Menschen belüge. Er warf den alliierten Siegermächten Geschichtsverfälschung vor und leugnete, der Weltkrieg sei durch Absichten ausgelöst worden, bei denen das Dritte Reich und der Nationalsozialismus als Bösewicht („bad guy“) zu bewerten seien. Im Januar 2025 forderte Tate, man solle den Hitlergruß wieder einführen.

#### Antisemitismusvorwürfe
Auch wenn Tate sich nur indirekt zum Holocaust äußerte, implizieren seine Sympathien für den Nazismus Verharmlosung, Rechtfertigung oder sogar die Gutheißung nationalsozialistischer Verbrechen. Ihm wird deswegen, aber auch aufgrund seiner Heroisierung der Hamas und der Befürwortung des Terrorangriffs auf Israel 2023, Antisemitismus vorgeworfen.

## Strafrechtliche Ermittlungen und Vorwurf sexuellen Missbrauchs

### Ermittlungen in Großbritannien
In Großbritannien erhoben zwei Frauen, die 2014 als Camgirls für das Unternehmen von Andrew Tate gearbeitet hatten, sowie eine Ex-Freundin Vergewaltigungsvorwürfe gegen Andrew Tate. Tate wurde daraufhin wegen des Verdachts der Körperverletzung und der Vergewaltigung im Juli 2015 und Dezember 2015 zwei Mal festgenommen. Die Staatsanwaltschaft stellte die Verfahren jedoch 2019 ein, weil sie keine ausreichende Wahrscheinlichkeit für eine Verurteilung sah.

### Ermittlungen in Rumänien
Am 29. Dezember 2022 wurden Andrew und Tristan Tate sowie zwei Frauen wegen des Verdachts auf Menschenhandel, Vergewaltigung und organisierte Kriminalität auf Anordnung der rumänischen Sonderstaatsanwaltschaft für organisierte Kriminalität und Terrorismus (DIICOT) in Tates Haus in Voluntari bei Bukarest festgenommen und für zunächst 30 Tage inhaftiert. Die Untersuchungshaft wurde im Folgenden bei mehreren Haftprüfungen bestätigt und dabei, innerhalb der nach rumänischem Recht maximalen Dauer von 180 Tagen ohne Anklage, jeweils um 30 Tage verlängert. Laut Staatsanwaltschaft hatten die Tate-Brüder mehrere Frauen gefangen gehalten und gewaltsam zur Prostitution und zum Mitwirken in Pornofilmen gezwungen. Dabei sei die sogenannte Loverboy-Methode zum Einsatz gekommen, bei der die beiden zunächst für die Frauen Gefühle gezeigt hätten, um sie dann zu pornografischen Auftritten auf Plattformen wie Onlyfans und verschiedenen Webcam-Seiten zu zwingen. Die Festnahme sorgte international für Aufsehen. Zwei Wochen nach Tates Verhaftung beschlagnahmte die Polizei Vermögenswerte im Wert von rund 3,95 Millionen Dollar auf seinem Anwesen, darunter Bargeld, Uhren und mehrere Luxusautos. Am 31. März 2023 entschied das Berufungsgericht Bukarest, alle vier inhaftierten Personen in einen Hausarrest zu verlegen. Im Juni 2023 wurde Andrew Tate, gemeinsam mit seinem Bruder und zwei mutmaßlichen Mittäterinnen, wegen Vergewaltigung, Menschenhandels und der Bildung einer kriminellen Organisation angeklagt. Anfang August 2023 wurde ein vom Gericht auferlegter Hausarrest aufgehoben. Er und seine Mitangeklagten dürften zwar während des laufenden Verfahrens ihre Häuser verlassen, benötigten jedoch eine richterliche Genehmigung, wenn sie Bukarest verlassen wollten. Zudem durften sie sich ihren mutmaßlichen Opfern oder deren Angehörigen nicht nähern.
Im März 2024 wurden Andrew Tate und sein Bruder Tristan auf Grund eines von Großbritannien beantragten Europäischen Haftbefehls erneut festgenommen. Das Berufungsgericht in Bukarest entschied, dass beide Tates nach Großbritannien ausgeliefert werden sollen. Vorher sollte allerdings die Anklage in Rumänien wegen Menschenhandel abgeschlossen werden. Der Prozessbeginn verzögerte sich immer wieder durch Einsprüche der Anwälte gegen einzelne Beweismittel und Ausreisesperren. Ab April durften die Brüder das Land nicht mehr verlassen.

#### Ausreise in die USA
Ende Februar 2025 teilte die rumänische Staatsanwaltschaft mit, dass das Ausreiseverbot gegen Andrew und Tristan Tate aufgehoben worden sei; diese flogen daraufhin in die USA nach Florida. Laut der rumänischen Staatsanwaltschaft müssen beide jedoch zu jeder Anhörung in Rumänien erscheinen; sollten sie das nicht tun, hätte dies ihre präventive Festnahme zur Folge. Nach Angaben des Tate-Teams bekamen die Brüder gleichzeitig Vermögenswerte zurück; dabei handele es sich um eingefrorene Bankkonten, Immobilienbesitz, Luxusautos und Firmenbeteiligungen. Der rumänische Außenminister Emil Hurezeanu war nach eigenen Angaben am Rande der Münchner Sicherheitskonferenz vom Gesandten von US-Präsident Donald Trump, Richard Grenell, auf den Fall der Tate-Brüder angesprochen worden. Trump behauptete, er wisse nichts darüber, wie die Ausreise der Brüder in die USA zustande gekommen sei. Der rumänische Justizminister Radu Marinescu erklärte seinerseits der Nachrichtenagentur AFP, er wisse nichts davon, dass Druck auf die rumänische Regierung ausgeübt worden sei. Er selbst habe keine Anfrage irgendwelcher Art von den US-Behörden zu den Tate-Brüdern erhalten. Am 4. März 2025 leitete James Uthmeier, Generalstaatsanwalt von Florida, eine strafrechtliche Untersuchung gegen die beiden ein.

### Ermittlungen wegen Steuerdelikten in Großbritannien
Im Juli 2024 wurde bekannt, dass gegen die Tate-Brüder in Großbritannien ein Verfahren wegen Steuerhinterziehung geführt wird. Sie sollen zwischen 2014 und 2022 auf Einnahmen in Höhe von mehr 21 Millionen Pfund keine Steuern gezahlt haben. Das Geld soll mittels dem Erotikportal OnlyFans sowie anderen Onlineverkäufen generiert worden sein. Ein britisches Gericht bestätigte in diesem Zusammenhang im Dezember 2024, dass die Beschlagnahme von 2,6 Millionen britischen Pfund, die teilweise in Krypto-Währung angelegt waren, durch die britische Polizei rechtmäßig gewesen sei.

### Vorwurf eines Sexualdelikts durch Lauren Southern
Im Juli 2025 warf die frühere rechte Aktivistin Lauren Southern Andrew Tate in ihren Memoiren „This Is Not Real Life“ ein Sexualdelikt vor. Southern beschreibt darin, dass Tate sie nach dem Besuch in einem Nachtclub in Bukarest in ihr Hotel gebracht und geküsst habe. Sie habe den Kuss zunächst erwidert, dann jedoch geäußert, dass sie schlafen wolle. Weitere Annäherungsversuche habe sie durch ein mehrfach geäußertes „Nein“ zurückgewiesen und versucht Tates Hände von ihrem Körper zu entfernen. Andrew Tate habe sie daraufhin mehrfach bis zur Bewusstlosigkeit gewürgt. Den weiteren Verlauf des Vorfalls wollte sie in ihrem Buch nicht beschreiben, doch was im Anschluss passiert sei, sei „ziemlich offenkundig“.
Southern gibt an, am nächsten Tag ihre beiden Begleiter Caolan Robertson and George Llewelyn über den Vorfall informiert zu haben. Dies wurde von beiden bestätigt. Robertson gab darüber hinaus an, dass er an Southern Nacken Auffälligkeiten gesehen habe. Nach ihrer Rückkehr nach Kanada ließ sich Southern im Women’s College Hospital in Toronto untersuchen. Im Krankenhausbericht ist von Symptomen einer Strangulation, roten Flecken im Gesicht sowie Schmerzen beim Schlucken die Rede.
Southern wendete sich nach eigenen Angaben an Strafverfolgungsbehörden im Vereinigten Königreich, dessen Staatsbürger Tate ist, wurde jedoch von dort an die rumänische Polizei verwiesen, der sie aufgrund von Berichten über grassierende Korruption nicht vertraut habe. Versuche die kanadischen Behörden zu involvieren hätten zum gleichen Ergebnis geführt. Southern äußerte zudem den Vorfall lange Zeit verdrängt und nicht wahrhaben wollen und daher erst im Rahmen ihres Buches öffentlich gemacht zu haben.
Andrew Tate ließ über seinen Rechtsanwalt Joseph McBride alle Vorwürfe bestreiten. McBride erklärte, dass Southern lüge, um sich finanzielle Vorteile zu verschaffen und kündigte rechtliche Schritte an. Falls es zu einem Sexualkontakt gekommen sei, so sei dieser vollständig freiwillig geschehen.